# Alpay Özalan
Alpay Özalan (Izmir, 29 de maio de 1973)  é um ex-futebolista profissional turco, que disputou a Copa do Mundo de 2002. Ele é deputado pelo Partido da Justiça e Desenvolvimento de Izmir nas 27ª e 28ª legislaturas da Grande Assembleia Nacional da Turquia.

## Carreira
Ficou conhecido por seu temperamento: contra o Brasil, na primeira partida da Turquia na Copa do Mundo de 2002, foi expulso após cometer falta em Luizão (que o árbitro marcou como pênalti).
Três anos depois, após a perda da vaga para a Copa do Mundo de 2006 em casa, na repescagem contra a Suíça, instigou a confusão em campo após o fim da partida. Ele integrou a Seleção Turca de Futebol na Eurocopa de 2000.

## Títulos
Seleção Turca
- Copa do Mundo de Futebol de 2002: 3º Lugar
- Copa das Confederações de 2003: 3º Lugar